# Новые Шатрищи
Новые Шатрищи — деревня в Кимрском районе Тверской области. Входит в состав Центрального сельского поселения.

## География
Находится в юго-восточной части Тверской области на расстоянии приблизительно 20 км на север-северо-восток по прямой от районного центра города Кимры на левом берегу Волги.

## История
Известна с 1678 года как Шатрищи, владение Ивана Григорьевича Кисловского. В 1795 году здесь 9 дворов, в 1887 — 17. Жители деревни Шатрищи являлись прихожанами Богоявленского храма в соседнем селе Медведицкое.  
Деревня находилась на берегу Волги, поэтому перед заполнением Угличского водохранилища жители переселились и частично перенесли свои дома вглубь леса от Волги, позднее побережье стало вновь застраиваться под названием Старые Шатрищи.

## Население
Численность населения: 57 человек (1795 год), 97 (1887), 1 (русские 100 %) в 2002 году, 11 в 2010.